# Pont-métro Morland
Le pont-métro Morland est un pont ferroviaire situé dans les 4e et 12e arrondissements de Paris, en France.

## Situation et accès
Le pont-métro Morland franchit l'écluse de l'Arsenal, au confluent du port de l'Arsenal et de la Seine, entre le 4e et le 12e arrondissement de Paris.
Il est utilisé par la ligne 5 du métro de Paris juste au nord de la station Quai de la Rapée.

## Origine du nom
Son nom est dû au voisinage du boulevard Morland.

## Description
Le pont-métro Morland est constitué de poutres en treillis métalliques rivetées.

## Historique
Ce court viaduc a été construit entre 1904 et 1906.

## Galerie de photographies

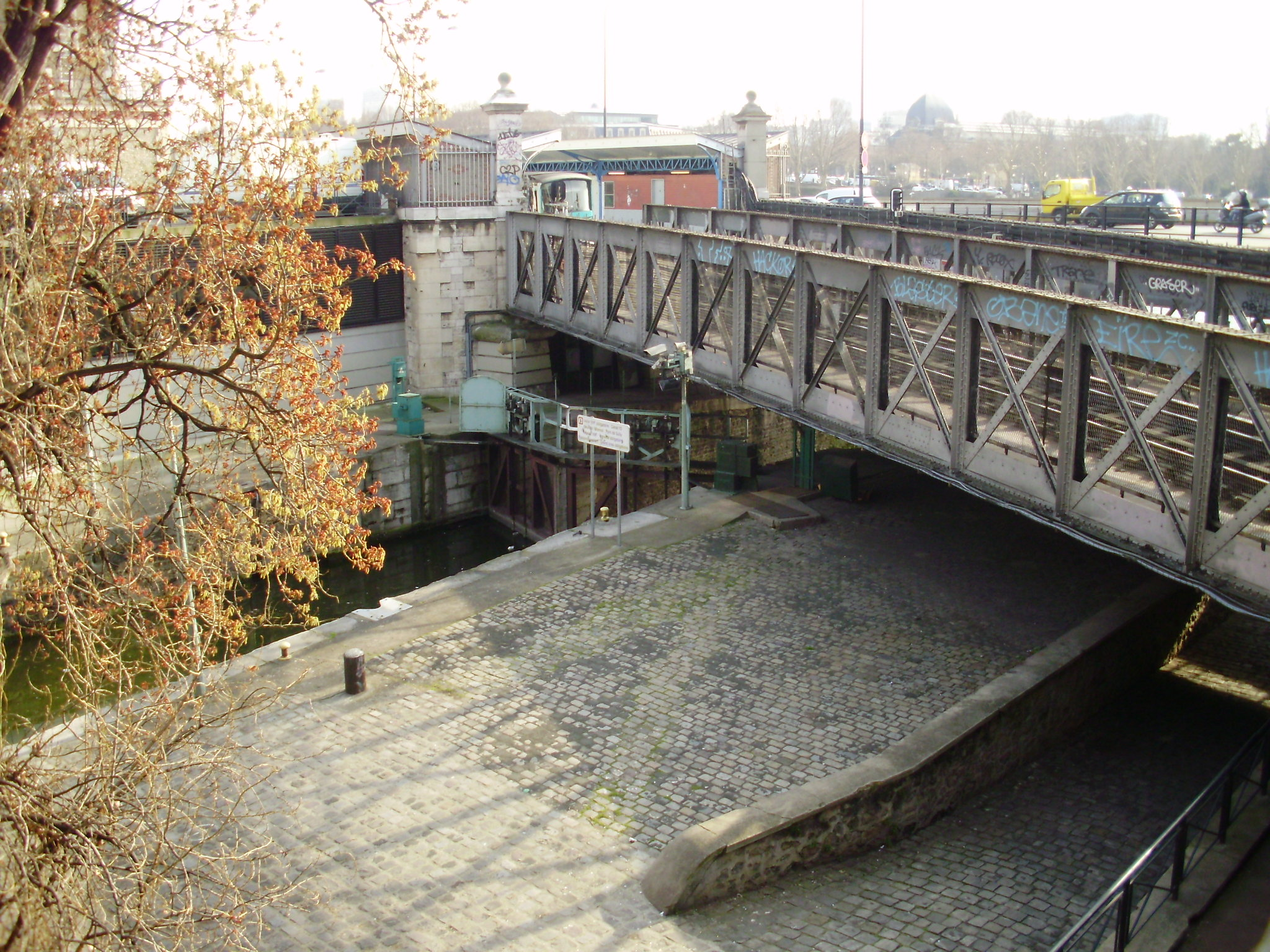
Le pont-métro passe au-dessus de l'écluse de l'Arsenal vers la Seine.
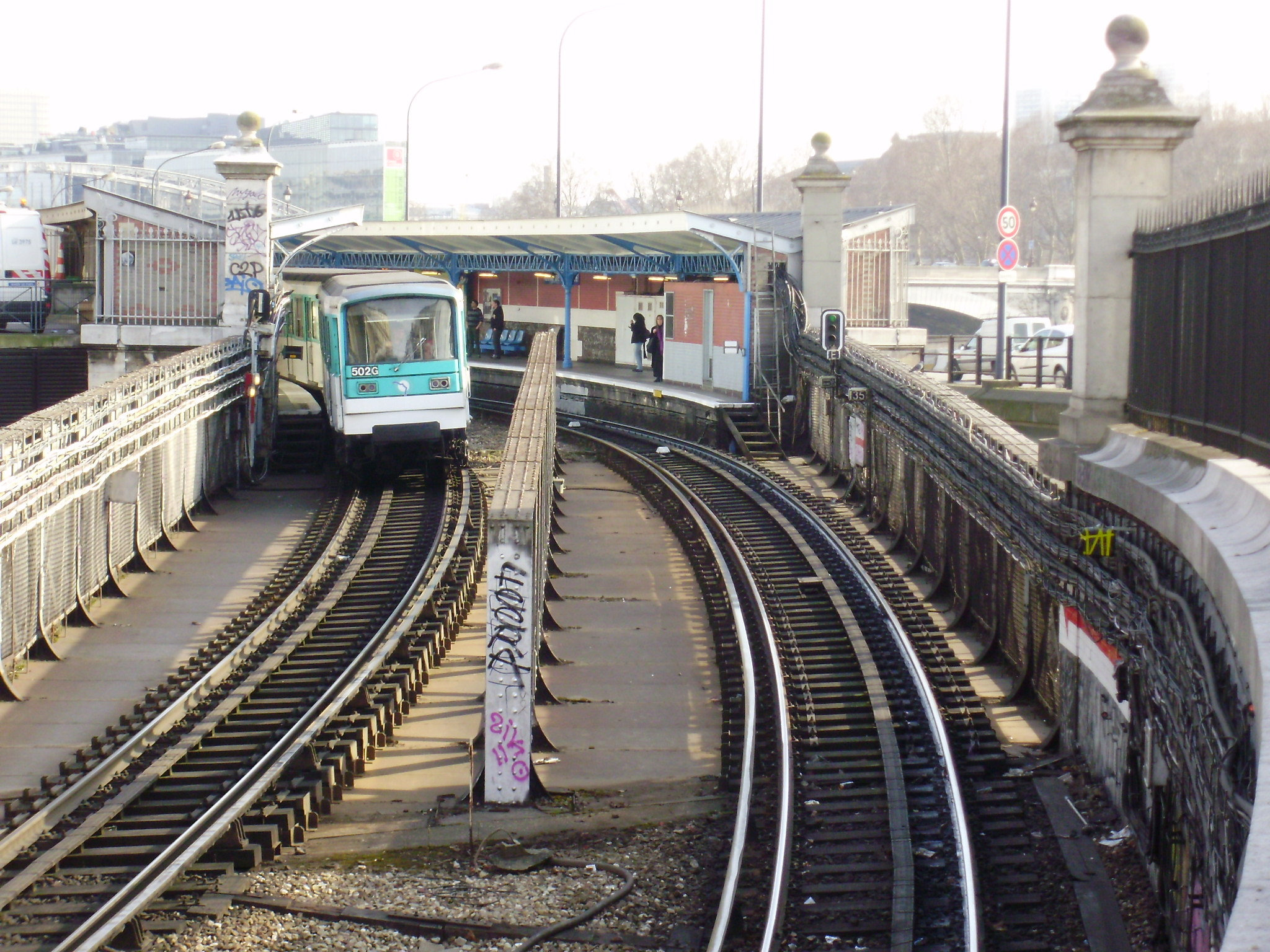
Un métro quitte la station Quai de la Rapée en direction de Bastille.